# 紅平腹獵蝽
紅平腹獵蝽（学名：Tapeinus fuscipennis）为獵蝽科腹獵蝽屬下的一个种。